# István Gergely
Štefan-István Gergely, nacido en Dunajská Streda el 20 de agosto de 1976, es un jugador internacional húngaro y eslovaco de waterpolo.

## Clubes
- Budapest Honvéd ( Hungría)
- Club Natació Terrasa ( España)

## Palmarés
Como jugador de la selección eslovaca de waterpolo
- 12º en los juegos olímpicos de Sídney 2000

Como jugador de la selección húngara de waterpolo
- Oro en los juegos olímpicos de Pekín 2008
- Oro en los juegos olímpicos de Atenas 2004
- Oro en el campeonato mundial de waterpolo Barcelona 2003